# 一色義定
一色義定（?—1582年9月24日），日本戰國時代武將。父親是一色氏當主一色義道。

## 生平
剛勇優秀，與父親義道一同擊退在織田信長配下侵攻丹後的長岡藤孝（細川藤孝）。天正7年（1579年），在父親一色義道被細川藤孝擊敗而自殺後，繼承一色家的家督，率領弓木城的殘兵抵抗織田方，後來因為信長的意向，於是藤孝以明智光秀助言，雙方達成政略結婚並結成和議，以後與長岡氏（細川氏）分割統治丹後國。
此時領有中郡、竹野郡、熊野郡的所謂「奧丹後」（長岡氏則領有加佐郡、與謝郡）以織田政權丹後守護的身份，在天正9年（1581年）參加信長在京都舉行的閱兵（京都御馬揃え），亦與丹後的長岡氏（細川氏）一同參加織田氏的甲州征伐。與鄰國但馬國的山名堯熙（氏政）亦有親交，雙方有姻戚關係。
以弓木城為居城，建立城下町並統治丹後北半國。在天正10年（1582年）的山崎之戰中加入明智光秀一方。戰後，掌握天下的羽柴秀吉發出義定企圖謀反的情報，於是在南丹後長岡氏的居城宮津城內被長岡氏謀殺。此時，城內的家臣和城下雜兵1百人都被松井康之、米田求政率領的軍勢殺死，弓木城亦降伏。妻子伊也在降伏後返回長岡氏。

## 其他
- 關於被謀殺的日期，有說法指是在本能寺之變之前的2月（『一色軍記』），亦有說法指是9月（『丹州三家物語』），而上宮津盛林寺的「一色滿信」（義定的別名）位牌則記載是9月8日。

- 一說指投靠伊予高峠城城主石川通清的一色重之是被細川氏攻撃時逃走的三男。重之的子孫以大庄屋的身份存續至幕末。

- 一說指仕於細川忠利的真下梶之助是義有的兒子（『豐前小倉御侍帳（妙解院殿忠利公御代於豊前小倉御侍帳並軽輩末々共に）』）。